# Lilia Maria del Santissimo Crocifisso
Lilia Maria del Santissimo Crocifisso, al secolo Anna Maria Felice Bertarelli (Viterbo, 25 luglio 1689 – Viterbo, 12 febbraio 1773), è stata una religiosa e insegnante italiana, considerata Serva di Dio dalla Chiesa cattolica.

## Biografia
Nata in una famiglia povera, terza di quattro figli di Benedetto e Maddalena d'Antona, perse il padre a 9 anni e fu in pratica adottata dalla contessa Cecilia Fani Galeotti che la fece studiare a Viterbo presso la scuola San Carlo delle Maestre Pie, fondate nel 1685 da Rosa Venerini (sarà poi proclamata santa) per dare un'educazione (anche religiosa) alle fanciulle più povere. Una volta diventata maestra, fu inviata a insegnare da Rosa Venerini in altre "scuole pie"  aperte nel frattempo nell'Alto Lazio sollevando anche qualche discussione, perché in quel periodo non era concepibile che le donne potessero insegnare il catechismo, compito riservato ai sacerdoti. 
Con alcune giovani compagne diede vita a una comunità dedita alla preghiera e all'educazione delle giovani. Riconosciuta nel 1713 come religiosa terziaria francescana, fondò a partire dal 1717 cinque monasteri nel Lazio e nelle Marche, ispirati alla vita contemplativa e all'"apostolato dell'istruzione". Il monastero dell'Assunta aperto nel 1721 a Viterbo diventerà poi nel 1901 la scuola elementare Edmondo De Amicis.

## Il culto
La Chiesa cattolica le ha attribuito il titolo di "venerabile"; fin dal 1776 fu aperto il processo canonico diocesano per la canonizzazione, sospeso a Roma nel 1889, ripreso negli anni Novanta con nuovi documenti raccolti da Maria Assunta Tomassini, direttrice didattica a Viterbo della struttura scolastica in cui si trovava sino alla fine dell'Ottocento il monastero dell'Assunta.